# Lochkovien
| Systeem                                 | Serie         | Etage       | Ouderdom (Ma) |
| --------------------------------------- | ------------- | ----------- | ------------- |
| Carboon                                 | Mississippien | Tournaisien | jonger        |
| Devoon                                  | Boven         | Famennien   | 358,9–372,2   |
| Devoon                                  | Boven         | Frasnien    | 372,2–382,7   |
| Devoon                                  | Midden        | Givetien    | 382,7–387,7   |
| Devoon                                  | Midden        | Eifelien    | 387,7–393,3   |
| Devoon                                  | Onder         | Emsien      | 393,3–407,6   |
| Devoon                                  | Onder         | Pragien     | 407,6–410,8   |
| Devoon                                  | Onder         | Lochkovien  | 410,8–419,2   |
| Siluur                                  | Pridoli       | Pridoli     | ouder         |
| Indeling van het Devoon volgens de ICS. |               |             |               |

Het Lochkovien, in Europa ook wel Gedin(n)ien genoemd (Vlaanderen: Gediniaan of Lochkoviaan) is de onderste etage in het systeem Devoon, met een ouderdom van 419,2 ± 3,2 tot 410,8 ± 2,8 Ma. Het werd voorafgegaan door het Silurische Pridoli en ligt onder het Pragien, dat ook wel Siegenien wordt genoemd.

## Naamgeving en definitie
Het Lochkovien is genoemd naar Lochkov, een stadsdeel in het zuidwesten van Praag (Tsjechië). De typelocatie voor de basis van het Lochkovien (het stratotype met daarin de golden spike), en daarmee de overgang tussen het Siluur en Devoon, ligt in de groeve Klonk bij Suchomastyin, ten zuidwesten van Praag. In 1977 was dit de eerste golden spike die internationaal werd vastgelegd. Daarvoor werd het Lochkovien in Europa als de bovenste etage van het Siluur gezien.
De basis van het Lochkovien ligt bij het eerste voorkomen van de graptoliet Monograptus uniformis, de top bij het eerste voorkomen van de conodont Eognathodus sulcatus.